# Embalse Potrero de los Funes
El Embalse Potrero de los Funes se encuentra en inmediaciones de la localidad de Potrero de los Funes, en la provincia argentina de San Luis, a unos 18 km de la capital provincial.
Se ubica a 1000 m s. n. m. en un valle de las Sierras de San Luis. A orillas del lago, se encuentran varios hosterías, hoteles y complejos turísticos.
Es uno de los embalses más antiguos de Sudamérica. El dique se construyó en 1860 y fue destruido por una creciente. Se reconstruyó en 1876 y en 1927 fue reemplazado por el dique actual.

La capacidad del espejo de agua sobre su cota máxima es de 9,1 hm³ y la superficie total del valle es de 360 ha.
El Embalse está emplazado en la cuenca del Chorrillo sobre el río Potrero, el cual que recoge las aguas de numerosos arroyos como el de Los Molles y La Bolsa, tiene una profundidad de 33 metros y en sus aguas se puede practicar la pesca de carpas y pejerreyes. Además de los atractivos turísticos que el propio lago ofrece (deportes náuticos, pesca, etcétera) en sus inmediaciones se encuentran varios atractivos naturales como el Salto de la Moneda, interesante cascada de agua entre un bosque en el que predominan los helechos.
Alrededor del dique se encuentra el circuito de Potrero de los Funes, una pista para carreras de automóviles que tiene una longitud total de 6250 metros y un ancho de quince metros en promedio. Cuando no es utilizado para competiciones se utiliza para la circulación de los habitantes y el turismo que acude a la localidad.
- Datos: Q6477423